# 楊岱
楊岱（1737年—1803年），字元峰，號守默。
早年學習儒家經典，準備參加科舉，後因父親感染喉疾，於是學習醫書。清朝嘉慶十一年，朝廷為了表彰他，特地修建楊氏孝坊。